# Karawanserei von Sa'd al-Saltaneh

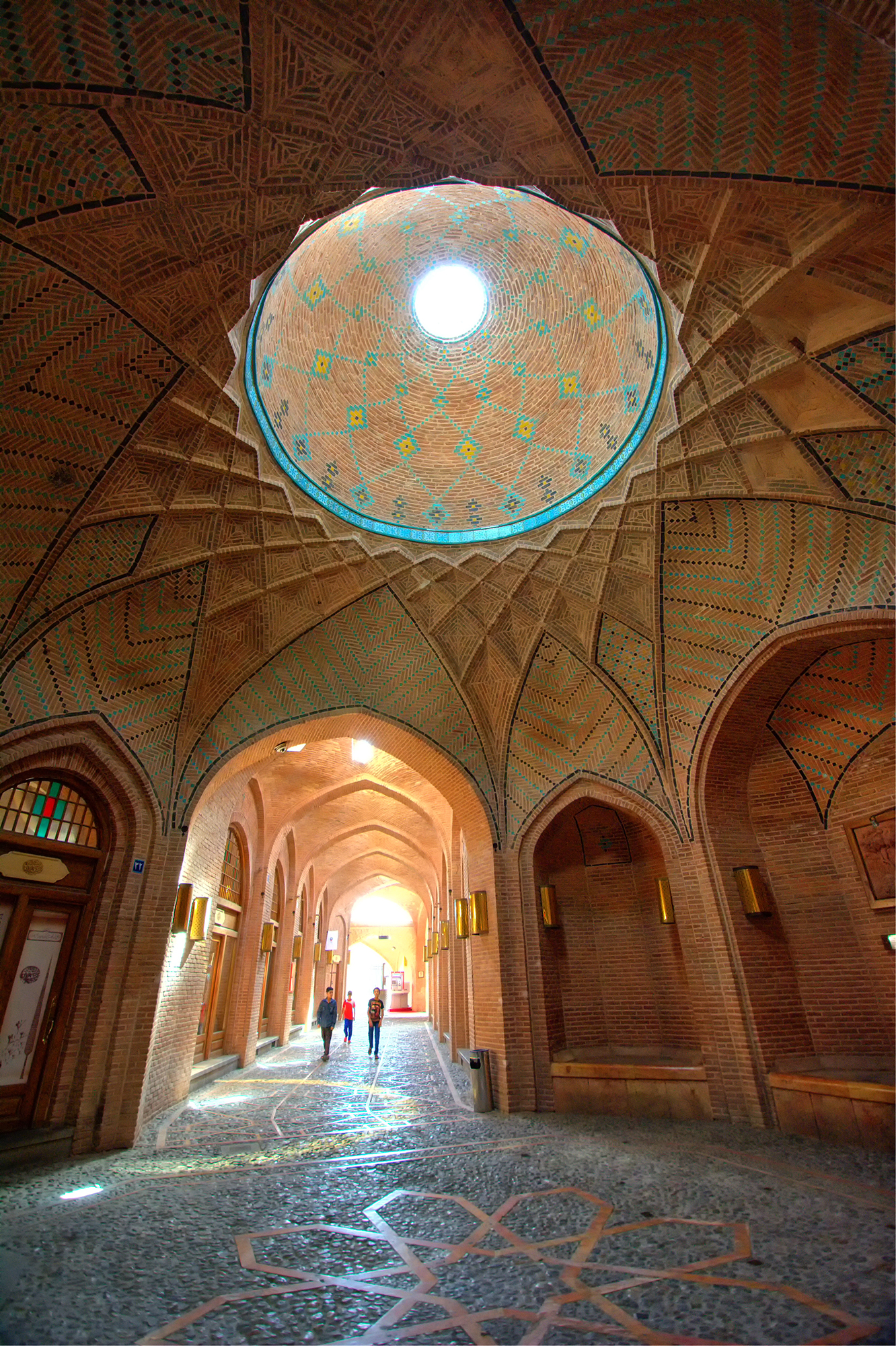
Sa'd al-Saltaneh

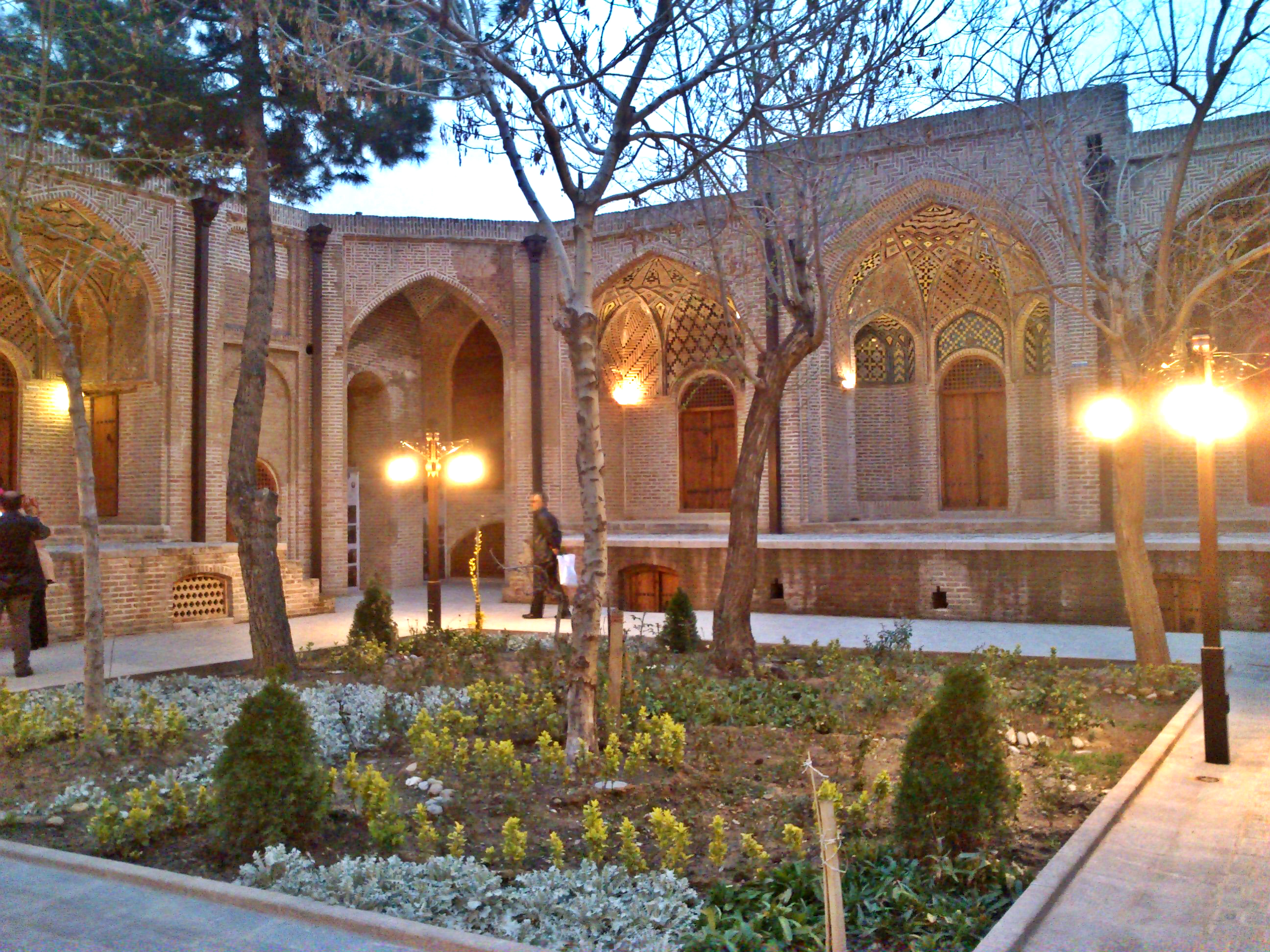
Innenhof der Karawanserei

Die Karawanserei von Sa'd al-Saltaneh oder auch Sa'd ol-Saltaneh (persisch مجموعه سعدالسیطنه, DMG Maǧmuʿeh Saʿad al-Saltaneh) ist eine nach ihrem Bauherren Sa'd al-Saltaneh Isfahani benannte Karawanserei im Basar der iranischen Stadt Qazvin. Sie wurde während der Kadscharendynastie auf dem Gelände des früheren safawidischen Palastbezirkes erbaut und ist eine der besterhaltenen städtischen Karawansereien und eine der größten traditionellen Handelseinrichtungen des Iran.
Das auf quadratischem Grundriss angelegte Bauwerk hat vier Iwane, die auf den zentralen Innenhof führen. Der achteckige  Raum (Hashti) hinter dem südlichen Iwan verfügt über eine große Kuppel (pers. Gonbad), an die sich vier Halbkuppeln anschließen.  Die Ost-West-Achse des Hashti trägt die Bezeichnung Dālān-e Qeisarieh (Caesar-Halle) und ist direkt mit dem Basar verbunden. Die Nord-Süd-Achse trägt die Bezeichnung Dālān-e Ghahremāni (Helden-Halle). Östlich und westlich des zentralen Innenhofes liegen zwei weitere kleine Innenhöfe.
Die gesamte Anlage verfügt über zahlreiche Gewölbe und Bögen, die fast ausschließlich aus Ziegelsteinen erbaut wurden. Die Räume  für die Reisenden (sog. Hujrehs) befinden sich einen Meter über dem Innenhofgrund und sind mit Muqarnas und Rasmi-Bandis ausgeschmückt.
Südlich der Anlage befinden sich zwei große Höfe, wo man früher Tiere hielt und Waren ge- und abgeladen wurden. Die Karawanserei wird im Norden von der Imam-Chomeini-Straße, der Hauptstraße Qazvin begrenzt. An seiner westlichen Begrenzung verläuft ein gewundener Gang des Basars. In unmittelbarer Nähe befinden sich die Nabi-Moschee und ein Badehaus.